# Microrégion de Campo Belo
 (février 2025).
Si vous disposez d'ouvrages ou d'articles de référence ou si vous connaissez des sites web de qualité traitant du thème abordé ici, merci de compléter l'article en donnant les références utiles à sa vérifiabilité et en les liant à la section « Notes et références ».
La microrégion de Campo Belo est l'une des cinq microrégions qui subdivisent l'Ouest du Minas, dans l'État du Minas Gerais au Brésil.
Elle comporte 7 municipalités qui regroupaient 112 649 habitants en 2006 pour une superficie totale de 2 707 km2.

## Municipalités[1]
- Aguanil
- Campo Belo
- Cana Verde
- Candeias
- Cristais
- Perdões
- Santana do Jacaré